# Brookville (New York)
Pour les articles homonymes, voir Brookville.
Brookville est un village du comté de Nassau dans le Grand New York et dans l'État de New York, aux États-Unis,. En 2010, il comptait une population de 3 465 habitants.

## Démographie
Lors du recensement de 2010, le village comptait une population de 3 465 habitants. Elle est estimée, en 2019, à 3 605 habitants.